# Supremo Tribunal do Mónaco
O Supremo Tribunal do Mónaco é o mais alto Tribunal do sistema judiciário do Mónaco. Dispõe de jurisdição constitucional e administrativa, tendo competências típicas de um Tribunal Constitucional e de um Supremo Tribunal Administrativo.
O actual Presidente do Supremo Tribunal é Hubert Charles.

## História
O Supremo Tribunal do Mónaco foi criado pela Constituição do Mónaco de 1911, outorgada em 5 de Janeiro de 1911. Essa Constituição, a primeira do Mónaco, outorgada pelo Príncipe Alberto I tinha como objectivo a implementação de uma monarquia constitucional no Mónaco. Os princípios da Constituição eram a criação de um Parlamento, um Governo, um Município e de Tribunais independentes, consagrando liberdades e direitos fundamentais.
O Supremo Tribunal foi criado para garantir as liberdades e direitos fundamentais.
A segunda Constituição do Mónaco, outorgada em 1962, confirmou o Supremo Tribunal como garante da constitucionalidade e da legalidade.

## Organização
O Supremo Tribunal é composto por 5 Juízes titulares e 2 Juízes suplentes.
O mandato dos Juízes é de 4 anos. 
Os Juízes são nomeados pelo Príncipe sob proposta de vários órgãos constitucionais:
- Um Juiz titular e um Juiz suplente são propostos pelo Conselho Nacional do Mónaco;
- Um Juiz titular e um Juiz suplente são propostos pelo Conselho de Estado;
- Um Juiz titular é proposto pelo Conselho da Coroa;
- Um Juiz titular é proposto pelo Tribunal de Apelação;
- Um Juiz titular é proposto pelo Tribunal Civil de Primeira Instância.

As propostas consistem em dois candidatos por cada vaga, cabendo a escolha final ao Príncipe. O Príncipe pode livremente rejeitar ambos os nomes propostos, devendo o órgão proponente indicar novos candidatos.
O Presidente do Supremo Tribunal é nomeado pelo Príncipe.

## Jurisdição
O Supremo Tribunal dispõe de jurisdição constitucional e administrativa, fiscalizando a constitucionalidade das leis e a legalidade dos actos administrativos. As suas competências incluem as típicas de um Tribunal Constitucional e de um Supremo Tribunal Administrativo.
O Supremo Tribunal é ainda competente para dirimir conflitos de jurisdição.

## Composição
A actual composição do Supremo Tribunal é a seguinte:

### Juízes titulares
- Didier Linotte (Presidente)
- Jean-Michel Lemoyne de Forges (Vice-Presidente)
- José Savoye
- Martine Luc-Thaler
- Didier Ribes

### Juízes suplentes
- Magali Ingall-Montagnier
- Guillaume Drago